# Бохдаль, Иоланта
Иоланта Бохдаль (пол. Jolanta Bohdal; род. 2 апреля 1942) — польская актриса театра, кино и телевидения, также театральный режиссёр.

## Биография
Иоланта Бохдаль родилась в Несвиже. Актёрское образование получила в Государственной высшей театральной школе (теперь Театральная академия им. А. Зельверовича) в Варшаве, которую окончила в 1963 году. Дебютировала в театре в 1963. Актриса театров в Люблине, Варшаве и Щецине. Выступала в спектаклях «театра телевидения» в 1963–1975 годах.

## Избранная фильмография
- 1964 — Жизнь ещё раз / Życie raz jeszcze
- 1965 — Всегда в воскресенье / Zawsze w niedzielę
- 1967 — Прыжок / Skok
- 1969 — Новый / Nowy
- 1969 — Варшавские эскизы / Szkice warszawskie
- 1970 — Зажигалка / Zapalniczka
- 1970 — Пейзаж с героем / Pejzaż z bohaterem
- 1970 — Операция «Брутус» / Akcja Brutus
- 1970 — Приключения пса Цивиля / Przygody psa Cywila (только в 3-й серии)
- 1972 — Коперник / Kopernik
- 1972 — На краю пропасти / Na krawędzi
- 1972 — Разыскиваемый, разыскиваемая / Poszukiwany, poszukiwana
- 1972 — Спасение / Ocalenie
- 1972 — Цветок папоротника / Kwiat paproci
- 1972 — Бабочка / Motyle
- 1973 — Профессор на дороге / Profesor na drodze
- 1973 — Час пик / Godzina szczytu
- 1973 — Большая любовь Бальзака / Wielka miłość Balzaka
- 1974 — День рождения Матильды / Urodziny Matyldy
- 1985 — Райская яблоня / Rajska jabłoń